# Litwinów
Litwinów (ukr. Литвинів) – wieś w rejonie tarnopolskim obwodu tarnopolskiego.

## Historia
Wieś założona w 1476. 
W II Rzeczypospolitej miejscowość była siedzibą gminy wiejskiej Litwinów w powiecie podhajeckim województwa tarnopolskiego. Wieś liczy 909 mieszkańców. Obszar wsi obejmuje dawną miejscowość Zastawce, Zastawczyk.
Właścicielem dóbr Litwinowa był w okresie II Rzeczypospolitej Wenanty Lityński.
W 1938 wybudowano kościół w Litwinowie po 400 latach. Został poświęcony 9 października 1938 przez bp. Bolesława Twardowskiego. 
W nocy z 18 na 19 września 1939 r. nacjonaliści ukraińscy z OUN zamordowali tutaj 40 Polaków, paląc 15 polskich zagród. Skatowali również Helenę Lityńską, działaczkę katolicką i fundatorkę tutejszego kościoła. Sam kościół w wyniku prowokacji ukraińskiej został zniszczony ogniem artyleryjskim przez oddział Armii Czerwonej.
Do 2020 w rejonie podhajeckim.

## Dwór
- dwukondygnacyjny murowany dwór wybudowany w miejscu drewnianego przez Leona lub Wenantego Lityńskiego istniał do 1914 r.[6]

## Urodzeni
- Mieczysław Bilski – urodził się w Litwinowie, polski prawnik, działacz państwowy II Rzeczypospolitej.